# Louise Piëch
Louise Hedwig Anna Wilhelmine Piëch (née Porsche; Wiener Neustadt, 29 de agosto de 1904 – Zell am See, 10 de fevereiro de 1999) foi a filha do pioneiro dos automóveis Ferdinand Porsche. Casou em 1928 com Anton Piëch, um advogado de Viena que de 1941 a 1945 dirigiu a fábrica da Volkswagen em Wolfsburg, Alemanha.
O casal teve quatro filhos: Ernst, Louise, Ferdinand e Hans-Michel.
Quando seu marido morreu em 1952, ela importou automóveis Porsche e Volkswagen para a Áustria.
Quando seu filho Ferdinand estava encarregado do programa de corridas de carros esportivos da Porsche no final da década de 1960, uma segunda equipe de trabalho foi formada, chamada Porsche Salzburg. Um de seus carros marcou a primeira vitória geral da marca nas 24 Horas de Le Mans em 1970.